# 72 Seasons
72 Seasons (с англ. — «72 времени года») — одиннадцатый студийный альбом американской метал-группы Metallica. Он был выпущен 14 апреля 2023 года на собственном лейбле группы Blackened Recordings. Пластинка написана в жанрах
хеви-метал и трэш-метал. Продюсерами выступили американский звукорежиссёр Грег Фидельман, который также занимался сведением альбома, вокалист и гитарист Джеймс Хетфилд и барабанщик Ларс Ульрих.
Работа над альбомом началась после окончания тура в поддержку предыдущего альбома группы Hardwired… to Self-Destruct под названием WorldWired Tour, осенью 2019 года. Группа продолжала работу над релизом во время пандемии COVID-19, приступив к активному написанию песен для альбома осенью 2020 года.
В поддержку альбома было выпущено четыре сингла. Ведущий сингл из альбома — песня «Lux Æterna» была выпущена 28 ноября 2022 года вместе с музыкальным видеоклипом и заняла первое место в чарте Hot Mainstream Rock Tracks. Второй сингл под названием «Screaming Suicide» был выпущен 19 января 2023 года. Релиз третьего сингла, «If Darkness Had a Son», состоялся 1 марта 2023 года. Заглавный трек «72 Seasons» был выпущен 30 марта 2023 года в качестве четвёртого сингла из альбома. Для продвижения альбома группа принимала участие в различных шоу, включая «Джимми Киммел в прямом эфире» и радиошоу Говарда Стерна на спутниковом радио Sirius XM, в ходе которых дала интервью и исполнила несколько песен вживую.

## История
В интервью в марте 2019 года Роберт Трухильо, басист группы, сказал, что группа начала готовить материал для предстоящей записи. На следующий месяц в интервью австралийскому журналу Mixdown гитарист Кирк Хэмметт сказал, что группа предварительно планирует вернуться в студию после завершения тура WorldWired Tour в поддержку Hardwired… to Self-Destruct. Он заявил: «С момента выхода Hardwired прошёл уже третий год. Может быть, мы сможем чуть больше сосредоточиться и вернуться в студию чуть раньше». Хэмметт, который не участвовал в написании Hardwired… to Self-Destruct после того, как в 2014 году случайно потерял в аэропорту Копенгагена телефон с записями риффов, сказал по поводу идей для нового альбома: «У меня есть тонна материала. Я перевыполнил план, так что я готов приступить к работе в любое время».
В апреле 2020 года, в разгар пандемии COVID-19, барабанщик Ларс Ульрих сказал в интервью Марку Бениоффу, что Metallica может работать над своим следующим студийным альбомом в условиях карантина. Трухильо рассказал The Vinyl Guide в июне, что группа «воодушевлена выращиванием новых идей» для своего нового альбома. «Мы общаемся каждую неделю, что очень здорово, так что наша связь не нарушена […] то, что мы начали делать, это в основном просто сосредоточиться на наших домашних студиях и заниматься творчеством у себя дома, прорабатывая и улучшая новые идеи. И именно в этом направлении мы сейчас и работаем». Он также сказал, что группа планирует в конечном итоге собраться в студии для записи альбома. В ноябре Ульрих сказал в интервью Фиби Бриджерс для Rolling Stone, что группа «в течение трёх-четырёх недель занимается довольно серьёзной работой» и заявил: «Это самая тяжёлая и крутая пластинка […] но если бы мы не думали, что лучший альбом ещё впереди, зачем тогда продолжать?». В январе 2021 года он заявил, что работа над альбомом идёт «медленно», а вокалист/гитарист Джеймс Хэтфилд сказал в марте: «Гастроли или запись альбома, COVID выбрал за нас […] но, да, [мы выпустим] кучу песен. Мы написали довольно много песен».

## Выпуск и продвижение
28 ноября 2022 года Metallica анонсировала название альбома, дату выхода, список композиций и промотур по Северной Америке и Европе при участии Pantera, Five Finger Death Punch, Ice Nine Kills, Greta Van Fleet, Architects, Volbeat и Mammoth WVH под названием M72 World Tour. Впоследствии группа выпустила первый сингл из альбома, «Lux Æterna», вместе с музыкальным видеоклипом. Песня попала в чарт Hot Mainstream Rock Tracks и заняла в нём первое место. 19 января 2023 года Metallica выпустила новый видеоклип на песню «Screaming Suicide». После анонса новой песни в TikTok в конце февраля, 1 марта Metallica выпустила новый клип на песню «If Darkness Had a Son». Следующий сингл, заглавный трек «72 Seasons», был выпущен 30 марта.
10 апреля в рамках продвижения альбома группа выступила на шоу «Джимми Киммел в прямом эфире». Они дали интервью ведущему Джимми Киммелу и вживую исполнили такие синглы с 72 Seasons, как «Lux Æterna» и «If Darkness Had a Son», а также песни «Master of Puppets» и «Holier Than Thou», каждое из выступлений транслировалось в течение следующих нескольких дней. 12 апреля Metallica дала обширное интервью Говарду Стерну на его радиошоу на спутниковом радио Sirius XM. Во время этого выступления группа исполнила три песни: «Turn the Page» Боба Сигера, акустическую версию своей песни «Blackened» и «Lux Æterna». 14 апреля, в день выхода альбома, группа выпустила клип на песню «Sleepwalk My Life Away» и объявила о сотрудничестве с игровой онлайн-платформой Roblox, в рамках которого песни из нового альбома будут представлены в нескольких играх платформы, вместе с виртуальными предметами, выпущенными на платформе.

## Реакция
| Совокупная оценка | Совокупная оценка |
| Источник          | Оценка            |
| ----------------- | ----------------- |
| Metacritic        | 77/100            |
| Оценки критиков   |                   |
| Источник          | Оценка            |
| AllMusic          | [ 33 ]            |
| The Arts Desk     | [ 34 ]            |
| Clash             | 6/10              |
| Classic Rock      | [ 36 ]            |
| The Independent   | [ 37 ]            |
| Kerrang!          | [ 38 ]            |
| Metal Hammer      | [ 39 ]            |
| NME               | [ 40 ]            |
| Pitchfork         | 6.4/10            |
| Rolling Stone     | [ 42 ]            |

72 Seasons получил в целом положительные отзывы. На сайте Metacritic, который присваивает нормализованный рейтинг из 100 баллов рецензиям авторитетных критиков, альбом получил оценку 77 из 100 баллов на основе 17 рецензий, что означает, согласно классификации сайта, «в целом благоприятные отзывы».
В первой рецензии, опубликованной на 72 Seasons, журнал Classic Rock оценил альбом в 4 балла из 5, назвав музыку «современным металлом в титановой обработке», а тексты — «терзающими и мрачными». В этой рецензии 72 Seasons был описан как «насыщенный альбом, который держит в напряжении практически каждую секунду своего 77-минутного звучания», а также было заявлено, что, несмотря на то, что «в альбоме нет баллад и мало красивых мелодий», он «не разочарует никого, кроме самых ярых фанатов». Нил Маккормик из The Daily Telegraph оценил этот альбом на 4 из 5 звезд. В рецензии Rolling Stone говорится, что в альбоме Metallica «[играет] более осмысленно, чем в прежние демонические времена», и что в альбоме есть моменты, которые «не похожи ни на что из того, что трэшеры записывали раньше». Рецензент дал альбому 4 звезды из 5, отметив, что Хэтфилд «[разрушает] облик наглой ярости металла, пытаясь отыскать собственную истину» с «агонией [которая] звучит аутентично».
В более смешанной рецензии Metal Hammer говорится, что 72 Seasons — это альбом, в котором Metallica выглядит «просто [как] достаточно солидная метал-группа», но он все же «заслуживает внимания» из-за «искренне трогательных» текстов Джеймса Хэтфилда, в которых он «[копается] глубже в своей давней травме [чем] когда-либо прежде». Хотя в рецензии отмечается, что музыка альбома «[прибивает] массивный, хрустящий, полустадионный метал», рецензент отмечает, что большая её часть «сохраняет схожий тон и темп на протяжении всего альбома» и часто «не может сочетаться с динамикой», проявляемой в текстах Хэтфилда. В заключение рецензии говорится, что «тот факт, что Metallica все же нашла что-то новое, чтобы сказать (если не сыграть), заслуживает уважения», и это «лучшее, на что мы реально могли надеяться».

## Коммерческие показатели
72 Seasons дебютировал на 2 месте в Billboard 200, разойдясь в США тиражом 146 000 копий за первую неделю, из которых 134 000 пришлись на чистые продажи альбома; пластинка стала двенадцатой в карьере группы, вошедшей в первую десятку этого чарта.
Альбом стал коммерчески успешным по всему миру, заняв первое место в чартах 20 стран, в том числе Австралии, Австрии, Бельгии, Канады, Хорватии, Дании, Финляндии, Франции, Германии, Греции, Венгрии, Ирландии, Нидерландов, Новой Зеландии, Польши, Португалии, Шотландии, Швеции, Швейцарии и Великобритании.

## Список композиций
| №                   | Название                 | Автор(ы)                                 | Длительность |
| ------------------- | ------------------------ | ---------------------------------------- | ------------ |
| 1.                  | «72 Seasons»             | Джеймс Хетфилд, Ларс Ульрих, Кирк Хэммет | 7:39         |
| 2.                  | «Shadows Follow»         | Хетфилд, Ульрих                          | 6:12         |
| 3.                  | «Screaming Suicide»      | Хетфилд, Ульрих, Роберт Трухильо         | 5:30         |
| 4.                  | «Sleepwalk My Life Away» | Хетфилд, Ульрих, Трухильо                | 6:56         |
| 5.                  | «You Must Burn!»         | Хетфилд, Ульрих, Трухильо                | 7:03         |
| 6.                  | «Lux Æterna»             | Хетфилд, Ульрих                          | 3:22         |
| 7.                  | «Crown of Barbed Wire»   | Хетфилд, Ульрих, Хэммет                  | 5:49         |
| 8.                  | «Chasing Light»          | Хетфилд, Ульрих, Хэммет                  | 6:45         |
| 9.                  | «If Darkness Had a Son»  | Хетфилд, Ульрих, Хэммет                  | 6:36         |
| 10.                 | «Too Far Gone?»          | Хетфилд, Ульрих                          | 4:34         |
| 11.                 | «Room of Mirrors»        | Хетфилд, Ульрих                          | 5:34         |
| 12.                 | «Inamorata»              | Хетфилд, Ульрих                          | 11:10        |
| Общая длительность: | Общая длительность:      | Общая длительность:                      | 1:17:10      |

## Участники записи
Информация взята из Tidal.
Metallica
- Джеймс Хетфилд — вокал, ритм-гитара
- Ларс Ульрих — ударные
- Кирк Хэммет — соло-гитара
- Роберт Трухильо — бас-гитара, бэк-вокал в «You Must Burn!»[46]

Производство
- Грег Фидельман[англ.] — продюсер, сведение, запись
- Джеймс Хетфилд — продюсер
- Ларс Ульрих — продюсер
- Сара Лин Киллион — звукоинженер
- Джим Монти — звукоинженер
- Джейсон Госсман — дополнительный звукоинженер, цифровое редактирование
- Кент Матке — ассистент звукоинженера
- Дэн Монти — цифровое редактирование
- Боб Людвиг — мастеринг
- Дэвид Тёрнер — обложка

## Чарты
| Чарт (2023)                                   | Высшая позиция |
| --------------------------------------------- | -------------- |
| Австралия (ARIA)                              | 1              |
| Бельгия/Валлония (Ultratop)                   | 1              |
| Бельгия/Фландрия (Ultratop)                   | 1              |
| Великобритания (UK Albums Chart)              | 1              |
| Великобритания (UK Rock & Metal Albums Chart) | 1              |
| Германия (Offizielle Top 100)                 | 1              |
| Ирландия (Irish Albums Chart)                 | 1              |
| Испания (PROMUSICAE)                          | 2              |
| Италия (FIMI)                                 | 3              |
| Литва (AGATA)                                 | 25             |
| Нидерланды (Album Top 100)                    | 1              |
| Новая Зеландия (RMNZ)                         | 1              |
| Норвегия (VG-lista)                           | 2              |
| США (Billboard 200)                           | 2              |
| Финляндия (Suomen virallinen lista)           | 1              |
| Франция (SNEP)                                | 1              |
| Чехия (ČNS IFPI)                              | 3              |
| Швейцария (Schweizer Hitparade)               | 1              |
| Швеция (Sverigetopplistan)                    | 1              |
| Швеция Hard Rock Albums (Sverigetopplistan)   | 1              |
| Шотландия (Scottish Albums Chart)             | 1              |
| Япония (Billboard Japan Hot Albums)           | 4              |
| Япония (Oricon Combined Albums)               | 5              |
| Япония (Oricon Rock Albums)                   | 3              |
| Япония (Oricon)                               | 4              |

## История выпуска
| Регион | Дата           | Формат                                                  | Лейбл     | Прим.  |
| ------ | -------------- | ------------------------------------------------------- | --------- | ------ |
| Мир    | 14 апреля 2023 | Кассета, CD, цифровое скачивание, стриминг и двойной LP | Blackened | [ 71 ] |